# Rocquancourt
Rocquancourt är en kommun i departementet Calvados i regionen Normandie i norra Frankrike. Kommunen ligger i kantonen Bourguébus som ligger i arrondissementet Caen. År 2018 hade Rocquancourt 976 invånare.

## Befolkningsutveckling
Antalet invånare i kommunen Rocquancourt
Referens:INSEE